# امپاس
امپاس (به آلمانی: Ampass) یک سکونتگاه مسکونی در اتریش است که در Innsbruck-Land District واقع شده‌است.

## خصوصیات
امپاس ۷٫۹ کیلومترمربع مساحت دارد ۶۵۱ متر بالاتر از سطح دریا واقع شده‌است.